# Сергеевское (Сафоновский район)
Серге́евское    — деревня  в  Смоленской области России,  в Сафоновском районе. Население – 4 жителя (2007 год)  .  Расположена в центральной части области  в 8 км к северу от города Сафонова,  в 10 км севернее автодороги М1 «Беларусь».  В 0,5 км юго-восточнее деревни железнодорожная станция о.п. 14-й км на линии Дурово — Владимирский Тупик.  Входит в состав Беленинского сельского поселения.  

## История
В годы Великой Отечественной войны деревня была оккупирована гитлеровскими войсками в сентябре 1941 года, освобождена в 1943 году..